# Korea Open 1995
Die Korea Open 1995 im Badminton fanden vom 17. bis zum 22. Januar 1995 im Seoul Jamsil Students Gym in Seoul statt. Das Preisgeld betrug 125.000 US-Dollar. Es war die 5. Auflage der Korea Open. Hauptsponsor des Turniers war Hyundai. Das Turnier hatte einen Fünf-Sterne-Status im World Badminton Grand Prix. 254 Spieler aus 18 Ländern nahmen am Turnier teil, welches von KBS im Fernsehen übertragen wurde.

## Sieger und Platzierte
| Disziplin    | Gold                        | Silber                            | Bronze                            |
| ------------ | --------------------------- | --------------------------------- | --------------------------------- |
| Herreneinzel | Heryanto Arbi               | Fung Permadi                      | Hendrawan                         |
| Herreneinzel | Heryanto Arbi               | Fung Permadi                      | Poul-Erik Høyer Larsen            |
| Dameneinzel  | Susi Susanti                | Bang Soo-hyun                     | Ra Kyung-min                      |
| Dameneinzel  | Susi Susanti                | Bang Soo-hyun                     | Lim Xiaoqing                      |
| Herrendoppel | Ricky Subagja Rexy Mainaky  | Jon Holst-Christensen Thomas Lund | Soo Beng Kiang Tan Kim Her        |
| Herrendoppel | Ricky Subagja Rexy Mainaky  | Jon Holst-Christensen Thomas Lund | Rudy Gunawan Bambang Suprianto    |
| Damendoppel  | Gil Young-ah Jang Hye-ock   | Ge Fei Gu Jun                     | Finarsih Lili Tampi               |
| Damendoppel  | Gil Young-ah Jang Hye-ock   | Ge Fei Gu Jun                     | Kim Mee-hyang Kim Shin-young      |
| Mixed        | Thomas Lund Marlene Thomsen | Liu Jianjun Ge Fei                | Jon Holst-Christensen Rikke Olsen |
| Mixed        | Thomas Lund Marlene Thomsen | Liu Jianjun Ge Fei                | Jang Hye-ock Kang Kyung-jin       |

## Finalergebnisse
| Disziplin    | Sieger                      | Finalist                          | Ergebnis           |
| ------------ | --------------------------- | --------------------------------- | ------------------ |
| Herreneinzel | Heryanto Arbi               | Fung Permadi                      | 15-10, 15-6        |
| Dameneinzel  | Susi Susanti                | Bang Soo-hyun                     | 3-11, 11-7, 11-9   |
| Herrendoppel | Ricky Subagja Rexy Mainaky  | Jon Holst-Christensen Thomas Lund | 15-6, 11-15, 15-7  |
| Damendoppel  | Gil Young-ah Jang Hye-ock   | Ge Fei Gu Jun                     | 15-13, 1-15, 15-11 |
| Mixed        | Thomas Lund Marlene Thomsen | Ge Fei Liu Jianjun                | 15-4, 18-15        |